# De Vrije Balloen
De Vrije Balloen is een door professionele stripauteurs opgericht Nederlands stripblad dat heeft bestaan van 1975 tot 1983.

## Geschiedenis

### Oprichting
Eind 1974 ontstond er onrust onder enkele Nederlandse stripauteurs omdat de stripbladen Pep en Sjors zouden gaan fuseren. Dit betekende minder publicatieruimte en ook een beperking van de creativiteit. Hadden de auteurs in het blad Pep nog veel vrijheid van werken, in het nieuwe blad Eppo zou deze vrijheid veel minder gaan worden. Zeven stripauteurs, te weten de tekenaars Jan van Haasteren, Robert van der Kroft, Thé Tjong-Khing en Jan Steeman en de schrijvers Patty Klein, Andries Brandt en Lo Hartog van Banda besloten toen om een eigen stripblad te gaan beginnen. Vijf andere personen die meehielpen met alle andere voorkomende werkzaamheden completeerden de groep van twaalf die uiteindelijk in 1975 de oprichters van het blad zouden worden. Als beschermende organisatievorm werd uitgeverij Kobold BV opgericht waarvan Jan van Haasteren en Patty Klein de directeurs werden.

### Uitgangspunt
De bedoeling was dat De Vrije Balloen een satirisch stripblad voor volwassenen zou worden, naar het voorbeeld van Franse stripbladen zoals L'Echo des Savanes en Fluide Glacial. Het blad zou het vrije werk van de  auteurs publiceren, niet gehinderd door de censuur van redacties of uitgevers. Er werd dan ook geen redactie gevormd, alle auteurs beslisten gezamenlijk over de inhoud van het blad. Deze vrijheid betekende dat de strips naast de nodige maatschappijkritiek ook veel seks en geweld bevatten, iets wat enkele jaren eerder ook al te zien was in de zogenaamde undergroundstrip. De groep stripmakers werd al snel uitgebreid, tekenaars Gerry Voortman en Willy Lohmann en tekstschrijvers Frans Buissink en Bram Uil zouden ook de nodige bijdragen gaan leveren maar vooral zou de groep uitgebreid gaan worden met amateurs.

### Nieuw talent
Een tweede doelstelling van het blad was om jonge, veelbelovende tekenaars die nog geen professionele ervaring hadden publicatieruimte te bieden en hen onder de hoede van geroutineerde collega’s het vak te laten leren. De bedoeling was om deze talenten een springplank te bieden naar de officiële uitgevers. Nadat men bij de Rietveld Academie een advertentie had opgehangen kwamen er al snel nieuwe talenten werken voor De Vrije Balloen. Tekenaars als Gerrit de Jager en Wim Stevenhagen (Prutswerk), Paul Bodoni, Paul Schindeler en later ook Eric Schreurs zouden als stripauteur debuteren in De Vrije Balloen en later betaald werk vinden in de stripwereld. Gerrit de Jager, Wim Stevenhagen en Eric Schreurs zouden in latere jaren zelfs uitgroeien tot gezichtsbepalende auteurs van de Nederlandse stripwereld. Naast de bovengenoemde tekenaars zouden ook andere nieuwkomers zoals Bert Tier, Fred Marschall, Bart Slijp en Stanley Heinze veel strips publiceren in het blad. In later jaren zouden ook wat meer geroutineerde tekenaars als Aad Labadie, Ben Jansen en Aloys Oosterwijk de nodige pagina’s leveren aan De Vrije Balloen.

### Koopstrips
De Vrije Balloen was een amateur-stripblad, er kon immers niet betaald worden voor de strips. Toch besloot men, om de productiedruk op de medewerkers te verminderen, strips aan te gaan kopen. Vanaf nummer 7 kon men aangekochte strips in het blad aantreffen. Dit betrof voornamelijk werk van de tekenaars Loro (Jean-Marc Laureau), André Franquin, Marcel Gotlib, Bonvi (Franco Bonvicini) en René Pétillon.

### Uitgevers
Om verlost te zijn van allerlei werkzaamheden die komen kijken bij het uitgeven van een blad hadden de medewerkers van De Vrije Balloen vanaf nummer 19 iemand ingehuurd die het uitgeven van het blad zou gaan verzorgen. Deze persoon bleek naderhand echter een oplichter te zijn en zodoende is hij weer aan de kant gezet. Hierna besloten de medewerkers om Kobold BV op te heffen en het uitgeven helemaal uit handen te geven. Vanaf nummer 28 werd De Vrije Balloen daarom uitgegeven door uitgeverij Kontekst.

### De Balloen
Op een gegeven moment vonden Gerrit de Jager en Wim Stevenhagen dat het blad te veel als los zand aan elkaar hing, zij stelden voor om een redactie te gaan vormen. Ook stelden zij voor om het blad te laten uitgeven door Ger van Wulften, die onder de uitgeversnaam Espee al eerder (van 1977 tot 1979) het stripblad Gummi had uitgegeven. Dit idee werd aangenomen, de nog overgebleven oude garde trok zich terug uit het blad en maakte alle vooruitbetaalde abonnementsgelden over aan Ger van Wulften. Omdat het blad nu (sinds nummer 48 uit 1982) een redactie kende is het woord Vrije uit de naam gehaald en heet het blad nog slechts De Balloen (vanaf nummer 53b zelfs alleen nog maar Balloen). De komst van Ger van Wulften betekende ook dat er nieuwe medewerkers bij kwamen, reeds ervaren tekenaars als René Windig en Eddie de Jong (Gezellig en Leuk), Hein de Kort, Willem Vleeschouwer, Aart Clerkx en Peti Buchel zouden de nodige strippagina’s gaan leveren. Hoewel het de bedoeling was dat er wat meer structuur kwam in het blad bleek uiteindelijk het tegendeel te gaan gebeuren. In de loop van tijd werden er steeds meer pagina’s gebruikt voor artikelen en rubrieken, werd de lay-out steeds rommeliger en ging de kwaliteit van de strips (uitzonderingen daargelaten), steeds verder achteruit. Uiteindelijk zou het blad onder Ger van Wulften nog slechts twee jaar bestaan, in 1983 werd het laatste nummer (dubbelnummer 61/62) uitgegeven.

### Jubileumnummer
Ter gelegenheid van het feit dat veertig jaar geleden de eerste Vrije Balloens van de drukpers rolden, verscheen in 2015 een Jubileumnummer van De Vrije Balloen. Stripmakers die aan deze "speciale eenmalige allerlaatste en bijna demente uitgave" hebben meegewerkt zijn Paul Bodoni, Jan van Haasteren, Stanley Heinze, Gerrit de Jager, Thé Tjong-Khing, Patty Klein, Fred Marschall, Bram Uil en Gerry Voortman.

## Wetenswaardigheden

### Overige uitgaven
Uitgeverij Kobold heeft drie keer een bundeling van De Vrije Balloen uitgegeven, de eerste  bundel bevatte de nummers 1 tot en met 10, de tweede bundel bevatte de nummers 11 tot en met 20 en de derde bundel de nummers 21 tot en met 30.  Ook is er een stripalbum van Baron van Tast uitgegeven, dit album bevatte strips die eerder in het stripblad Pep waren verschenen. De enige andere uitgave die naast deze albums heeft plaatsgevonden betrof de uitgave van een zogenaamde "Dolle Dries" lijsttrekkerspop (getekend door Jan van Haasteren), hiervan zijn 5000 exemplaren uitgegeven.

### Spontaan aanbod
Soms kwam er uit onverwachte hoek aanbod van strips. De bekende Franse stripauteur Claude Auclair had een artikel over De Vrije Balloen gelezen en bood toen spontaan een strip aan, deze strip werd geplaatst in de nummers 14 en 15.

### Nummer 53
Eind 1982 verscheen nummer 53, in dit nummer waren alle rechterpagina’s blanco gelaten, zogenaamd om politiek rechts te bestrijden. Dit nummer leverde veel kritiek op van de abonnees, men voelde zich bekocht. Ook bij de verkopers van het blad leidde dit nummer tot  misverstanden, veel exemplaren werden als misdruk retour afzender verstuurd of zelfs regelrecht in de vuilcontainer gegooid. Wellicht als goedmaker verscheen begin 1983 wederom een nummer 53, nu een “regulier” nummer zonder blanco pagina’s.

### Incidentele bijdragen
Naast het werk van de vaste medewerkers zijn er ook veel tekenaars geweest die slechts een paar keer of eenmalig een bijdrage aan De Vrije Balloen hebben geleverd. Enkele bekende stripauteurs die weleens een strip hebben gemaakt voor het blad zijn: Piet Wijn, Harry Balm, Carry Brugman, Gideon Brugman, Peter de Smet, Uco Egmond, Peter Coolen, Hendrik J. Vos, Evert Geradts, Peter van Dongen en Mark Smeets. Ook Fay Luyendijk, die later bekend zou worden als zangeres onder de artiestennaam Fay Lovsky, heeft enkele strips voor het blad getekend.

## Lijst van strips
Zie De Vrije Balloen striplijst voor een overzicht van de strips die in het blad zijn gepubliceerd